# Brnjak
Brnjak (serbisch-kyrillisch Брњак, albanisch Bërnjak oder auch Bërnjaku) ist ein Dorf in der Gemeinde Zubin Potok im Norden des Kosovo. Es befindet sich oberhalb des Südufers des Gazivoda-Stausees und ist über eine Brücke mit der Fernstraße am Nordufer verbunden.

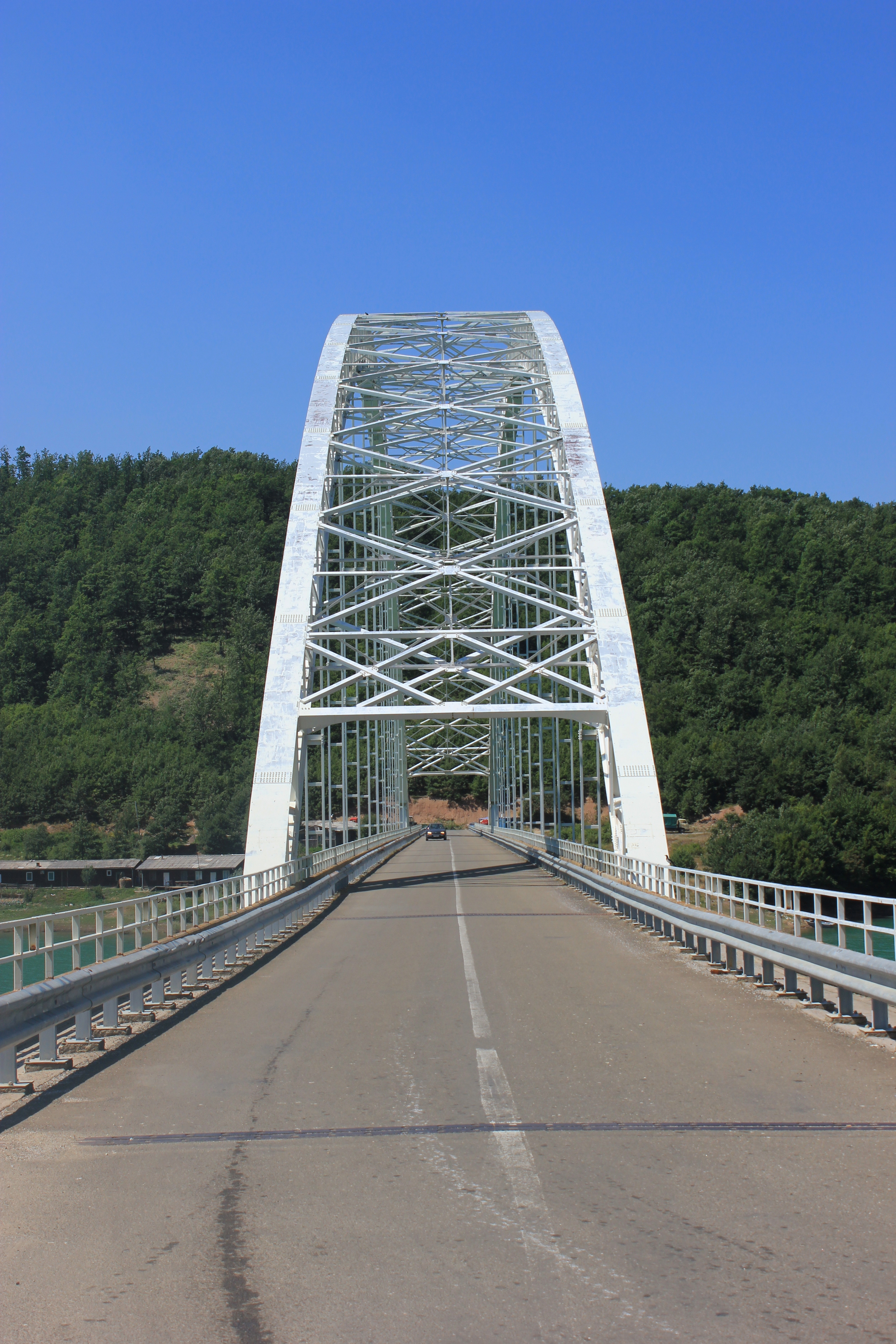
Brücke über den Gazivoda-Stausee unterhalb von Brnjak

Am 20. Oktober 2011 versuchte die KFOR im Zuge des Zollkonflikts zwischen Serbien und Kosovo in Zupče Blockaden aus Baumstämmen zu räumen, die den Zugang zum Grenzübergang Brnjak blockierten. Diese wurde aber von etwa 150 Serben mit einer Sitzblockade besetzt.

## Bevölkerung
| Jahr | Einwohner |
| ---- | --------- |
| 1948 | 531       |
| 1953 | 560       |
| 1961 | 550       |
| 1971 | 472       |
| 1981 | 272       |
| 1991 | 207       |
| 2009 | 135       |

2009 wurde die Einwohnerzahl Brnjaks auf 135 geschätzt. Die Volkszählung 2011 fand in den Gemeinden des Nordkosovo nicht statt.